# Nu Cephei
Nu Cephei (10 Cephei) é uma estrela múltipla na direção da constelação de Cepheus. Possui uma ascensão reta de 21h 45m 26.93s e uma declinação de +61° 07′ 14.9″. Sua magnitude aparente é igual a 4.25. Considerando sua distância de 5094 anos-luz em relação à Terra, sua magnitude absoluta é igual a −6.72. Pertence à classe espectral A2Iavar. É uma estrela variável α Cygni.